# Idiocera blanda
Idiocera blanda är en tvåvingeart som först beskrevs av Osten Sacken 1860.  Idiocera blanda ingår i släktet Idiocera och familjen småharkrankar. Inga underarter finns listade i Catalogue of Life.